# بارينغتون هليز (إلينوي)
بارينغتون هليز (بالإنجليزية: Barrington Hills)‏ هي قرية تقع في الولايات المتحدة في إلينوي. يقدر عدد سكانها بـ 4,209 نسمة .

## الموقع الجغرافي
الموقع الجغرافي للمناطق المحيطة بهذه النقطة هو كالتالي: